# Jonas Vingegaard

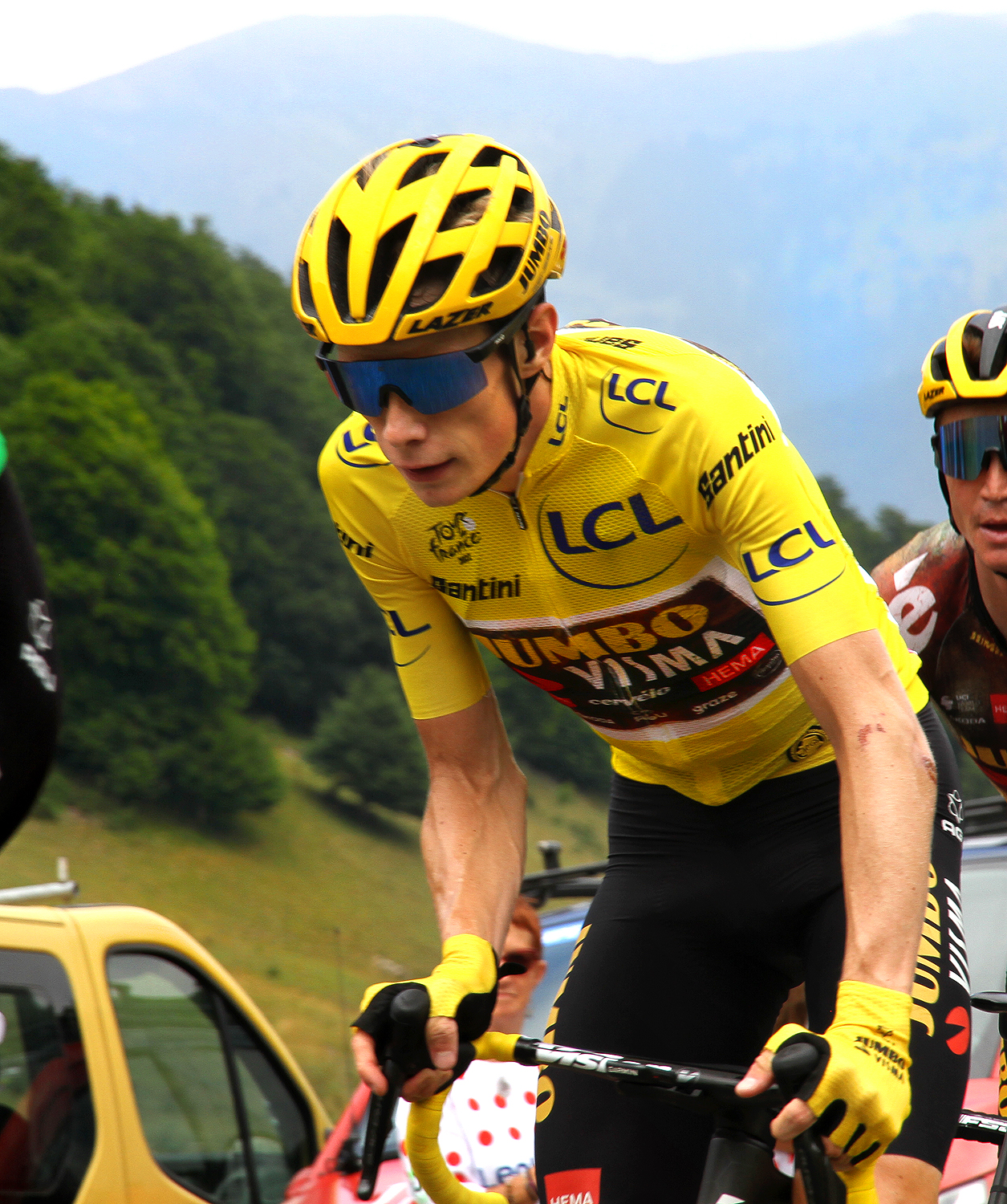
Jonas Vingegaard 2022.

Jonas Vingegaard Hansen [Deense uitspraak: 'joːnɛs 'vɪŋəɡɔː] (Hillerslev, 10 december 1996) (tot 2024 Jonas Vingegaard Rasmussen) is een Deens wielrenner die sinds 2019 rijdt voor Team Jumbo-Visma. In 2022 en 2023 won hij de Ronde van Frankrijk.

## Carrière

### 2019
Na drie jaar voor Team ColoQuick, een Deense ploeg op continentaal niveau, te hebben gereden, maakte Vingegaard in 2019 de overstap naar het Nederlandse Team Jumbo-Visma. Zijn debuut voor de ploeg maakte hij in februari in de Ruta del Sol. In mei maakte hij deel uit van de selectie die de eerste etappe en het eindklassement in de Hammer Series Stavanger won. In de Ronde van Polen behaalde Vingegaard zijn eerste profzege: hij won de zesde etappe. In een sprint om de winst versloeg hij Pavel Sivakov en Jai Hindley. Later die maand stond hij aan de start van de ronde van zijn thuisland. Enkel zijn landgenoot Niklas Larsen bleef hem voor in het eindklassement.

### 2020
In 2020 reed hij zijn eerste klassiekers, hij was actief in de Ronde van Lombardije en Luik-Bastenaken-Luik. Eveneens was hij actief in zijn eerste Grote ronde, hij reed de Ronde van Spanje. Zelf eindigde hij als 46e in het eindklassement, als knecht van de eindwinnaar Primož Roglič.

### 2021
In de start van het wielerseizoen reed hij een drietal meerdaagse wielerwedstrijden. In de Ronde van de Verenigde Arabische Emiraten 2021 won hij de vijfde etappe. Ook in de Internationale Wielerweek boekte hij successen. Naast het winnen van de 2e en 4e etappe won Vingegaard zijn eerste eindklassement. Ter voorbereiding op de Ronde van Frankrijk die zou volgen reed hij het Critérium du Dauphiné 2021. Hier eindigde hij als tweede in de achtste etappe, achter Mark Padun. In de Ronde van Frankrijk van 2021 verwierf Vingegaard voor het eerst grote bekendheid bij het wereldwijde publiek. Nadat beoogd kopman Primož Roglič uitviel vanwege de fysieke gevolgen van een valpartij, mocht Vingegaard voor zijn eigen kans gaan in het algemeen klassement. Na de negende etappe in de Alpen stond Vingegaard op de vierde plek in het algemeen klassement. In de elfde etappe baarde Vingegaard opzien door geletruidrager Tadej Pogačar te lossen op de beruchte Mont Ventoux. Deze vorm wist Vingegaard door te trekken naar de Pyreneeën. In beide finishes bergop werd Vingegaard tweede, achter Pogačar. Dit bracht hem naar de tweede plaats in het algemeen klassement. Deze positie hield hij vast tot in Parijs.

### 2022
Aan het begin van het wielerseizoen won hij een Franse eendagskoers, de Drôme Classic. Hij finishte hier voor Guillaume Martin. Zijn volgende koersdagen waren in Italië, in de Tirreno-Adriatico 2022. Echter bleek de Sloveen Pogačar ook in 2022 een maatje te groot voor de Deen. Vingegaard werd tweede in de vierde en zesde etappe. Net als in het punten- en eindklassement. In de Ronde van het Baskenland 2022 en het Critérium du Dauphiné 2022 waar Vingegaard eveneens als kopman fungeerde voor zijn ploeg moest hij het doen met respectievelijk een zesde en tweede plaats in het eindklassement. In de Ronde van Frankrijk 2022 was hij samen met Primož Roglič aanwezig als kopman, deze ronde startte in Denemarken, het thuisland van Vingegaard. In de 11e etappe behaalde hij zijn eerste etappezege en had bijna drie minuten tijdwinst op concurrent voor de eindzege Pogačar. Wat volgde was een strijd tussen beiden om etappe winsten en eindzege van het klassement. De ploeg van Vingegaard, Team Jumbo-Visma wist met tactiek en ploegenspel de 2 jaar jongere Pogačar te slim af te zijn. Aan het eind van deze Ronde was Vingegaard goed voor twee etappe overwinningen en het eind- en bergklassement. Vingegaard volgde hiermee landgenoot Bjarne Riis op, die wist in 1996 de ronde te winnen. In zijn thuisland werd deze overwinning van de Ronde van Frankrijk als iets heroïsch gezien, na thuiskomst werd hij gehuldigd op het Stadhuis van Kopenhagen. Op het plein aldaar werd het feest gevierd met ongeveer 70.000 fans. Bij de twee huldigingen die volgden waren ongeveer 20.000 toeschouwers aanwezig.

### 2023
Begin januari 2023 werd Vingegaard in zijn thuisland Denemarken benoemd tot Sportman van het jaar. Op wielrengebied startte hij met overwinningen in Gran Camiño, hij won de drie verreden etappes en het eind- en bergklassement. In Parijs-Nice 2023 volgde wederom een duel met Pogačar. Ook David Gaudu mengde zich in de strijd. Beide renners bleken te sterk voor Vingegaard in het eindklassement. Zijn volgende koersdagen lagen in het noorden van Spanje, de Ronde van het Baskenland, hier won hij enkele etappes en het eindklassement. Die lijn wist hij door te zetten in het Critérium du Dauphiné 2023, waar hij twee etappes won en het eindklassement. In zijn grote hoofddoel van dat jaar, de Ronde van Frankrijk, won hij de 16e etappe en kwam hij als eindwinnaar van het klassement over de streep in Parijs. Vervolgens werd hij 2e in de laatste grote ronde van dat jaar, de Ronde van Spanje. Hierbij stonden zijn teamgenoten Sepp Kuss en Primož Roglič respectievelijk op de 1e en 3e plek van het podium. Hij won die ronde ook de 13e en 16e etappe.

### 2024
In de vierde etappe van de Ronde van het Baskenland kwam Vingegaard, samen met onder meer klassementsleider Primož Roglič en Remco Evenepoel, zwaar ten val in een afdaling. Vingegaard bleef op de grond liggen en werd even later met een ambulance afgevoerd naar het ziekenhuis. Daar werden een gebroken sleutelbeen en enkele gebroken ribben geconstateerd. Later onderzoek brachten ook een longkneuzing en een klaplong aan het licht.
Op 29 juni stond Vingegaard aan de start van de Ronde van Frankrijk 2024, naar eigen zeggen om voor een goed klassement te gaan. In etappe 11 won hij de rit naar Le Lioran en versloeg hij Pogačar op de streep. Uiteindelijk werd Vingegaard tweede in het algemeen klassement, op ruim zes minuten van Pogačar en met een voorsprong van drie minuten op de nummer drie, Remco Evenepoel. Direct na zijn deelname aan de Tour de France maakte Vingegaard bekend dat hij niet zal deelnemen aan de Ronde van Spanje 2024.

## Overwinningen
2017 - 0 zeges
- Jongerenklassement Ronde van Loir-et-Cher

2018 - 1 zege - 1 TTT zege
- Jongerenklassement Ronde van Loir-et-Cher
- Proloog Ronde van de Aostavallei (tijdrit)
- 4e etappe Ronde van de Toekomst (ploegentijdrit)

2019 - 3 zeges
- 1e etappe Hammer Series Stavanger (ploeg)
- Eindklassement Hammer Series Stavanger (ploeg)
- 6e etappe Ronde van Polen

2021 - 4 zeges
- 5e etappe Ronde van de Verenigde Arabische Emiraten
- 2e en 4e etappe Internationale Wielerweek
- Eindklassement Internationale Wielerweek
- Puntenklassement Internationale Wielerweek
- Jongerenklassement Ronde van het Baskenland

2022 - 7 zeges
- Drôme Classic
- 8e etappe Critérium du Dauphiné
- 11e etappe en 18e etappe Ronde van Frankrijk
- Eindklassement Ronde van Frankrijk
- Bergklassement Ronde van Frankrijk
- 3e en 5e etappe CRO Race

2023 - 16 zeges - 1 TTT zege
- 2e, 3e en 4e etappe O Gran Camiño
- Eind- en bergklassement O Gran Camiño
- 3e etappe Parijs-Nice (ploegentijdrit)
- 3e, 4e en 6e etappe Ronde van het Baskenland
- Eind- en puntenklassement Ronde van het Baskenland
- 5e en 7e etappe Critérium du Dauphiné
- Eindklassement Critérium du Dauphiné
- 16e etappe Ronde van Frankrijk
- Eindklassement Ronde van Frankrijk
- Daags na de Tour (geen UCI-zege)
- 13e en 16e etappe Ronde van Spanje

2024 - 9 zeges
- 2e, 3e en 4e etappe O Gran Camiño
- Eind-, punten en bergklassement O Gran Camiño
- 5e en 6e etappe Tirreno-Adriatico
- Eind- en bergklassement Tirreno-Adriatico
- 11e etappe Ronde van Frankrijk
- Eindklassement Ronde van Polen

2025 - 3 zeges
- 5e etappe (ITT) Ronde van de Algarve
- Eindklassement Ronde van de Algarve
- 3e etappe (TTT) Parijs-Nice

Totaal: 45 zeges (waarvan 38 individuele UCI-zeges)

## Belangrijkste ereplaatsen
2016
2e in 3e etappe Ronde van China I
2e in eindklassement Ronde van China I
2017
3e in 4e etappe Ronde van Loir-et-Cher
4e in eindklassement Ronde van Loir-et-Cher
2e in GP Viborg
5e in Sundvolden Grand Prix
7e in Ringerike GP
2018
9e in eindklassement Triptyque des Monts et Châteaux
2e in 3e etappe Ronde van Loir-et-Cher
5e in eindklassement Ronde van Loir-et-Cher
4e in Sundvolden Grand Prix
5e in Ringerike GP
3e in 1e etappe Grote Prijs Priessnitz spa
5e in eindklassement Grote Prijs Priessnitz spa
2019
2e in 3e etappe Ronde van Denemarken
2e in eindklassement Ronde van Denemarken
9e in eindklassement Ronde van Duitsland
2e in jongerenklassement Ronde van Duitsland
2020
8e in eindklassement Ronde van Polen
2021
2e in 5e etappe Internationale Wielerweek
3e in 1e etappe Ronde van het Baskenland (tijdrit)
2e in eindklassement Ronde van het Baskenland
2e in 8e etappe Critérium du Dauphiné
3e in 5e etappe Ronde van Frankrijk (tijdrit)
2e in 17e etappe Ronde van Frankrijk
2e in 18e etappe Ronde van Frankrijk
3e in 20e etappe Ronde van Frankrijk (tijdrit)
2e in eindklassement Ronde van Frankrijk
2e in jongerenklassement Ronde van Frankrijk
3e in bergklassement Ronde van Frankrijk

## Resultaten in voornaamste wedstrijden
| Jaar | Ronde van Italië | Ronde van Frankrijk | Ronde van Spanje |
| ---- | ---------------- | ------------------- | ---------------- |
| 2020 |                  |                     | 46e              |
| 2021 |                  | ↑                   |                  |
| 2022 |                  | ↑ (2)               |                  |
| 2023 |                  | ↑ (1)               | ↑ (2)            |
| 2024 |                  | ↑ (1)               |                  |
| 2025 |                  | ↑                   |                  |

| Jaar | Amstel Gold Race | Luik-Bast.‑Luik | Ronde van Lombardije | Waalse Pijl | Clásica San Sebastián |  | Wereldranglijsten |
| ---- | ---------------- | --------------- | -------------------- | ----------- | --------------------- |  | ----------------- |
| 2020 |                  | 84e             | opgave               | 71e         |                       |  | 331e (UWR)        |
| 2021 | 114e             | 28e             | 14e                  | 84e         | 8e                    |  | 18e (UWR)         |
| 2022 |                  | opgave          | 16e                  | opgave      |                       |  | 4e (UWR)          |
| 2023 |                  |                 |                      |             |                       |  | (UWR)             |
| 2024 |                  |                 |                      |             | opgave                |  | 7e (UWR)          |
| 2025 |                  |                 |                      |             |                       |  |                   |

### Resultaten in kleinere rondes
| Jaar | UAE Tour | Parijs-Nice | Tirreno-Adriatico | Ronde van het Baskenland | Ronde van Romandië | Critérium du Dauphiné | Ronde van Polen |
| ---- | -------- | ----------- | ----------------- | ------------------------ | ------------------ | --------------------- | --------------- |
| 2019 |          |             |                   | 32e                      | 72e                |                       | 26e (1)         |
| 2020 |          |             |                   |                          |                    |                       | 8e              |
| 2021 | 46e (1)  |             |                   | ↑                        |                    | 51e                   |                 |
| 2022 |          |             | ↑                 | 6e                       |                    | ↑ (1)                 |                 |
| 2023 |          | ↑           |                   | ↑ (3)                    |                    | ↑ (2)                 |                 |
| 2024 |          |             | ↑ (2)             | opgave                   |                    |                       | ↑               |
| 2025 |          | opgave (1)  |                   |                          |                    | ↑                     |                 |

(*) tussen haakjes aantal individuele etappeoverwinningen

## Ploegen
- 2016 –  ColoQuick-Cult (vanaf 23 mei)
- 2017 –  ColoQuick-Cult
- 2018 –  Team ColoQuick
- 2019 –  Team Jumbo-Visma
- 2020 –  Team Jumbo-Visma
- 2021 –  Team Jumbo-Visma
- 2022 –  Team Jumbo-Visma
- 2023 –  Jumbo-Visma
- 2024 –  Team Visma | Lease a Bike
- 2025 –  Team Visma | Lease a Bike

Van Aert · Bennett · Bouwman · De Plus · Dumoulin · Eenkhoorn · Foss · Gesink · Groenewegen · Harper · Hofstede · Jansen · Kruijswijk · Kuss · Leezer · Lindeman · Martens · Martin · Pfingsten · Roglič   · Roosen · Teunissen · Tolhoek · Van der Hoorn · Van Emden · Vingegaard · Wynants
Van Aert · Affini · Bennett · Bouwman · Dekker · van Dijke (vanaf 5 september) · Dumoulin · Eenkhoorn · Van Emden · Foss · Gesink · Groenewegen · Harper · Hofstede · Van Hooydonck · Kooij (vanaf 18 februari) · Kruijswijk · Kuss · Leemreize · Martens (t/m 30 mei) · Martin · Oomen · Pfingsten · Roglič   · Roosen · Teunissen · Tolhoek · Vingegaard · Wynants (t/m 4 april)
Affini · Benoot · Bouwman · Dekker · Dennis · Dumoulin (tot 15/8) · Eenkhoorn · Foss   · Gesink · Harper · Hessmann · Hofstede · Kooij · Kruijswijk · Kuss · Laporte · Leemreize · Oomen · Roglič   · Roosen · Teunissen · Vader · Van Aert · Van der Sande · M. van Dijke · T. van Dijke · Van Emden · Van Hooydonck · Vingegaard · Gloag (stagiair)
Affini · Benoot · Bouwman · Dennis · Foss   · Gesink · Gloag · Hessmann · Hofstede · Kelderman · Kooij · Kruijswijk · Kuss · Laporte  · Leemreize · Oomen · Roglič   · Roosen · Tratnik · Vader · Valter · Van Aert · van Baarle · Van der Sande · M. van Dijke · T. van Dijke · Van Emden · Van Hooydonck · Vingegaard
Affini · Benoot · Bouwman · Gesink · Gloag · Hagenes · Heßmann · Jorgenson · Kelderman · Kooij · Kruijswijk · Kuss · Laporte  · Lemmen · Staune-Mittet · Tratnik · Tulett · Uijtdebroeks · Vader · Valter · Van Aert · van Baarle · van Belle · Van der Sande · M. van Dijke · T. van Dijke · Vermote · Vingegaard
- Gemeinsame Normdatei: 1263517862
- Virtual International Authority File: 239162902743477781407